# Liste der Stolpersteine in Paderborn
Die Liste der Stolpersteine in Paderborn enthält alle Stolpersteine, die im Rahmen des gleichnamigen Projekts von Gunter Demnig in Paderborn verlegt wurden. Mit ihnen soll an Opfer des Nationalsozialismus erinnert werden, die in Paderborn lebten und wirkten.

## Verlegte Stolpersteine
| Person, Inschrift                                                                         | Adresse                      | Bild | Verlege- datum | Weitere Informationen |
| ----------------------------------------------------------------------------------------- | ---------------------------- | ---- | -------------- | --- |
| Hier wohnte und arbeitete Ella Feldmeier Jg.1902 deportiert 1943 ermordet in Auschwitz    | Leostraße / Husener Straße · |      | 12. Dez. 2019  | Ella Feldmeier wurde am 17. Mai 1902 in Plauen, Sachsen geboren. Aus Paderborn wurde Ella über Hannover, Erfurt und Dresden am 2. März 1943 in das KZ Auschwitz deportiert. Sie wurde für tot erklärt. |
| Hier wohnte und arbeitete Rose Elise Dreyer Jg.1895 deportiert 1943 ermordet in Auschwitz | Leostraße / Husener Straße · |      | 12. Dez. 2019  | Rose Elise Dreyer wurde am 10. Juli 1895 in Rietberg, Nordrhein-Westfalen geboren. Aus Paderborn wurde Rose Elise über Hannover, Erfurt und Dresden am 2. März 1943 in das KZ Auschwitz deportiert.    |
| Hier stand das jüdische Waisenhaus erbaut 1861-1863 arisiert 1942 zerstört 1945           | Leostraße / Husener Straße · |      | 12. Dez. 2019  | |